# روبرت بوهمه
روبرت بوهمه (بالألمانية: Robert Böhme)‏ (10 أكتوبر 1981 بألمانيا الشرقية - ) هو لاعب كرة قدم ألماني في مركز الوسط. لعب مع دينامو دريسدن وكارل زايس يينا وZFC Meuselwitz ‏ وSV Wacker Burghausen ‏ وSC Borea Dresden ‏ ونادي بلاوين ‏.

## وصلات خارجية
- روبرت بوهمه على موقع قاعدة بيانات كرة القدم.إي يو (الإنجليزية)
- روبرت بوهمه على موقع بيانات كرة القدم. دي إي (الألمانية)